# 宇垣美里
宇垣 美里（うがき みさと、1991年4月16日 - ）は日本のフリーアナウンサー、モデル、女優、タレント。元TBSアナウンサー。

## 経歴
兵庫県神戸市垂水区出身。2歳からピアノを習い、ピアノ発表会や小学校時代の音楽会にてピアノを演奏。神戸市立歌敷山中学校、兵庫県立長田高等学校卒業後、同志社大学政策学部に進学。同大在学中は国際政治学について学び、ゼミでは民族紛争の研究をしておりセルビア（旧：ユーゴスラビア）にゼミの旅行として赴いた経験がある。元来は文書の執筆が得意だったこともあり、テレビ局の報道局政治部記者の職を志望していたが、大学のセミナーで記者向けのゼミが見つけられなかった。同じく発信する仕事であるアナウンサー職向けのセミナーを受講し、アナウンサーを目指すこととなる。大学在学中の2011年には『ミスキャンパス同志社』に出場してグランプリを獲得した。京料理屋でアルバイトをしていた時期もあり、お酒について学んでいる。同大学卒業後の2014年4月、TBSテレビに入社し、研修期間に入る。この間、7月19日から8月31日まで行われた『夏サカス2014デリシャカス〜番組グルメでおもてなし〜』では、同期入社の皆川玲奈、品田亮太（現在はTBS報道局社会部記者）とともに「デリシャカス食べ歩き隊」としてイベントのPRを行った。
古谷有美の後任として『BLITZ POWER PUSH』（TBSラジオ）の担当を皮切りに、テレビ・ラジオの各番組への出演を2014年9月29日に開始。テレビでは後述のバラエティ番組に多く出演した他、朝の情報番組『あさチャン!』のニュースコーナーも担当していた。
自身がレギュラーを務めているラジオ番組「アフター6ジャンクション」の2019年2月5日放送のオープニングで「宇垣、辞めまーす」と言い、3月末に退職し「フリーアナウンサーとして活動していく」と発表した。3月31日に退社。当日はレギュラー出演していた『サンデージャポン』にMCとして出演。これが局アナとしての最後の仕事となった。翌4月1日よりオスカープロモーションに所属することを発表した。

## 人物・エピソード
- 身長162cm[18]。
- 1歳下の妹がいる[10]。
- 特技は速読、ピアノ、サックス演奏、着付け[18]。
- 趣味にマンガ・アニメを挙げており、自身がレギュラー出演しているラジオ番組『アフター6ジャンクション』において自らのお気に入り作品である『コードギアス 反逆のルルーシュ』特集を展開したこともある[19]。2018年8月にコミックマーケット94を『サンデージャポン』で取材した際には、アニメ「魔法少女まどか☆マギカ」の鹿目まどかのコスプレをした[20]。同月には3年ぶりに開催するイベント『TBSアニメフェスタ』の司会を休止前の向井政生に代わり務めた[21]。
- 同志社大学在学中の2012年、Jリーグ・京都サンガF.C.のフリーマガジン「SANGA TIMES」創刊号に「今月の勝利の女神」として写真入りで登場したことがある[22]。
- 『週刊プレイボーイ』でのコラム連載の縁から同誌[23]のグラビアモデルも数回務めている。『ヤングジャンプ』（2018年31号）では表紙および巻頭グラビアを担当[24]。局アナがヤングジャンプの表紙を担当するのは鷲見玲奈(テレビ東京)以来、2人目となる。
- 尊敬する人物は杉原千畝で、入社試験の面接でもそう答えた[25]。
- 今まで読んだ本の中で自分の原点に最も近いものとして坂口安吾の『堕落論』、山田詠美の『風葬の教室』の2冊を挙げている[26]。
- 好きな漫画は『カードキャプターさくら』、『MASTERキートン』、『恋愛的瞬間』、『鬼滅の刃』[27][28]。
- 好きな舞台は『レ・ミゼラブル』[28]。
- 好きな日本のドラマは『大豆田とわ子と三人の元夫』[28]。
- 好きな海外のドラマは『POSE/ポーズ』[28]。
- フリー転身後は、日刊SPA!で月イチの映画コラムをスタートさせるなど、執筆業にも活躍の幅を広げている。
- 2022年6月26日、美しい横顔の女性著名人に贈られる「2022年度Ｅ―ライン・ビューティフル大賞」（主催・日本成人矯正歯科学会）に選ばれた[29]。
- 「アフター6ジャンクション」では、一本芯の通った生き方かつ物怖じしないキャラクターから「宇垣総裁」とのあだ名までつくようになった[30]。

## 出演

### 学生時代
- MissCam.TV[31]（サンテレビジョン） - 2012年1 - 3月

### TBSテレビ時代・フリー以後

#### テレビ
- はやチャン!（はやチャン!エンタメ）※月 - 水曜日 - 2014年10月6日 - 2015年3月25日
- あさチャン!（あさチャン!エンタメ） - 2014年10月6日 - 2018年3月30日
- Nスタ（第0・1部、毎週木・金曜日「日刊中吊りニュース」、「N天」担当） - 2014年10月9日 - 2015年3月27日
- ひるおび!（火曜レギュラー） - 2018年4月3日 - 2019年3月26日
- カクガリ君!〜確率をガリガリ勉強して幸せになろう〜（進行） - 2015年7月20日 - 9月28日
- スーパーサッカーJ+（キャスター（女性サブ）） - 2015年4月3日 - 2017年3月24日
- 炎の体育会TV（進行） - 2015年4月11日 - 2016年
- パパパパラビ!（テレビ東京、TBSテレビで不定期往復放送）2018年4月7日 - 2019年2月1日
- サンデージャポン（リポーター） - 2018年8月 - 2019年3月
- バイタルTV「ガード下☆ワンダーランド」（BS-TBS）
- あの子は漫画を読まない。（BS日テレ、2020年1月18日 - 2022年3月）
- 坂上忍の勝たせてあげたいTV（日本テレビ、2021年2月23日 - ）[32][33]
- この恋イタすぎました（日本テレビ、2022年8月4日 - 2022年12月2日）[34]
- オフ・ザ・ピッチ（日本テレビ、2024年9月 - ）

#### ラジオ
- 松尾雄治 明日へのトライ!（アシスタント） - 2016年4月4日 - 9月19日
- BLITZ POWER PUSH（ナビゲーター（パーソナリティ）） - 2014年9月29日 - 2017年3月31日
- THE FROGMAN SHOW A.I.共存ラジオ好奇心家族（アシスタント）※木曜 - 2017年10月4日 - 2018年3月29日
- ドランクドラゴン鈴木拓宅（アシスタント） - 2016年10月2日 - 2018年9月25日
- 日本キャッシュレス化協会 presents 高木純のキャッシュレスドラゴン（アシスタント） - 2018年10月7日 - 2019年3月31日
- 笹川友里 プレシャスサンデー[35]、2018年4月22日、笹川友里結婚披露宴準備による欠席時の代役[36]（笹川友里の代理パーソナリティ） - 2017年9月3日
- 宇垣美里のオールナイトニッポン（ニッポン放送）※パーソナリティ - 2019年6月18日
- 日本リアライズ presents 篠田麻里子のGOOD LIFE LAB!（TBSラジオ） - 2018年10月2日 - 2020年6月30日
- 宇垣美里のビューティフルアンサンブル（ニッポン放送）※パーソナリティ - 2020年11月14日 - 2021年3月27日
- 『アフター6ジャンクション』シリーズ（TBSラジオ、TBSテレビ在籍時から出演継続中） 
  - 『アフター6ジャンクション』 火曜パートナー（2018年4月3日 - 2023年9月26日）
    - TBSテレビ在籍時代の2018年8月26日（月曜日）・30日（木曜日）には同年開催のアジア大会に伴う出張により本来のパートナーである熊崎風斗・宇内梨沙が休演したため両日ともパートナーを代演（この他に休暇に伴う代演あり）。2022年11月24日（木曜日）には宇内の代理パートナーを、フリー転身後各曜日を通じて初めて担当。
    - 2022年2月8日から、同番組本番後の火曜日21:00（原則として毎月最初の火曜日は除く）にAmazon Audible独占のコンテンツとして配信される書籍紹介番組『アトロク・ブック・クラブ』にパーソナリティの宇多丸と共に出演。原則毎月最初の火曜日の「BEYOND THE CULTURE」（20時台の特集コーナー）で組まれる「ブック・ライフ・トーク」のゲストを迎え、書籍の紹介を行っている。

  - 『アフター6ジャンクション2』
    - 第4週を除く月曜パートナー（2023年10月2日 - 2024年12月30日）
      - 宇垣がパートナーを担当した2023年8月29日（火曜日）の放送で、『アフター6ジャンクション2』に番組名を改題、放送時間帯を月 - 木曜日の22:00 - 23:30（後に23:55までに拡大）に変更することを発表。その翌日（30日・水曜日）の放送前に他曜日にパートナーを務める現職のTBSテレビアナウンサー（熊崎・日比麻音子・宇内・山本匠晃）と「家族会議」と称してTBSラジオのスタジオに集まっており、そのまま（家庭の事情で途中退席した熊崎を除く）他のパートナーと共に当日の生放送（本来のパートナーは日比）のオープニングパート限定で出演した。その際に宇垣の続投は決まっており、9月19日（火曜日）のオープニングパートで『アフター6ジャンクション2』の月曜日のパートナーを務めることが正式に決定した。

    - 第4週を除く水曜パートナー（2025年1月1日 - ）
      - 宇内が2025年3月末でTBSテレビを退職するため、2024年12月30日放送分でレギュラーパートナーを卒業したことに伴うもの。

#### 単発出演など
- 所さんのニッポンの出番!（2015年1月27日） - VTRコーナー「外国人の主張」進行
- オールスター感謝祭（2015年4月ほか） - イベント企画リポーター
- 明石家さんまの芸能人かえうた王決定戦SP（2015年4月26日） - 明石家さんまと司会
- JNN SPORTS&NEWS[注 3]（2015年6月27日） - キャスター
- 世界の怖い夜!（2015年7月22日、12月26日、2016年3月30日、8月3日） - 司会
- 笑いの王者が大集結!ドリーム東西ネタ合戦（2016年1月1日、2017年1月1日、2018年1月1日） - 西軍進行
- ピーチ医者植田もも子のSICK'S大好き!!（2018年3月ほか）
- SKE48 ZERO POSITION 〜チームスパルタ!能力別アンダーバトル〜（TBSチャンネル1、2015年10月 - 12月） - SKE48メンバーの学力テスト企画の進行アシスタント。全5回。
- 笑いの王者が大集結!ドリーム東西ネタ合戦 (2019年1月1日) - アシスタント
- 太川・蛭子の旅バラ２時間SP　バス旅　秋の陣　静岡・三保の松原〜山梨・清里　ローカル路線バス乗り継ぎの旅（2019年10月30日、テレビ東京） マドンナ
- プロ野球No.1決定戦!バトルスタジアム（2020年1月4日、読売テレビ）- MC
- 土曜スペシャル あさこ・梨乃・美里の5万円旅 軽井沢～黒部ダム 新春SP（2021年1月2日、テレ東）[37]
- 没後50年　今夜はトコトン“三島由紀夫”（2021年1月10日、NHK-BS）- ゲスト[38]
- 豊岡のキセキ～Local & Global Cityへの歩み～（2021年6月27日、サンテレビ） - 兵庫県出身で学生時代に出演経験もある同社でナレーションを担当。

#### テレビドラマ
- まっしろ 第2話（2015年1月20日、TBS）
- 砂の塔〜知りすぎた隣人 第2話（2016年10月21日、TBS）
- コック警部の晩餐会 第3話（2016年11月2日、TBS） - 新人アナウンサー 役[39]
- 彼女はキレイだった（2021年7月6日 - 9月14日、関西テレビ・フジテレビ） - 須田絵里花 役[40]
- ゴシップ#彼女が知りたい本当の○○（2022年1月6日 - 3月17日、フジテレビ） - アナウンサー 役[41]
- 明日、私は誰かのカノジョ（2022年4月13日 - 6月29日、毎日放送・TBS） - 中谷彩 役[42]
- チェイサーゲーム（2022年9月9日 - 10月28日、テレビ東京） - 桐澤美園 役[43]
- あなたは私におとされたい（2023年1月5日 - 2月16日、毎日放送） - 相澤夏菜 役[44]
- 自由な女神 -バックステージ・イン・ニューヨーク-（2023年3月4日 - 26日、フジテレビ） - マカロン 役[45]
- シンデレラ・コンプレックス（2024年3月1日 - 4月12日、毎日放送） - 相沢舞 役[46]
- 警視庁強行犯係 樋口顕 -炎上-（2024年4月1日、テレビ東京） - 岩崎可奈子 役[47]
- 財閥復讐〜兄嫁になった元嫁へ〜（2025年1月6日 - 3月10日、テレビ東京） - 伊勢花歩 役[48]

### インターネット動画配信
- スキイモ 〜アニメがみたくなる呪文〜（2015年4月8日 - 2017年2月1日、TBS YouTube公式チャンネル毎週水曜）
- SICK'S 恕乃抄 〜内閣情報調査室特務事項専従係事件簿〜 第参話（2018年6月、Paravi） - 植田もも子 役[49]
- SPECサーガ黎明篇 サトリの恋 〜サ〜の回（2018年9月28日、Paravi） - 植田もも子 役
- SICK'S 厩乃抄 〜内閣情報調査室特務事項専従係事件簿〜 第拾壱話・第拾弐話（2019年9月15日・28日、Paravi） - 植田もも子 役
- 恋のコーチは元恋人（2021年12月21日 - 2022年2月8日、ABEMA） - MC[50]
- 黙食女子（2021年12月3日 - 2022年3月、ひかりTV）- 滝田凛 役[51]
- ABEMA Prime（2021年4月21日、8月8日、11月17日、12月15日、2022年2月2日、3月16日、4月20日 - 9月、ABEMA）- MC、2022年4月以降週替わりレギュラー
- 宇垣美里と考える30からの歩き方（2023年3月15日 - 29日、ABEMA）- MC
- 1122 いいふうふ（2024年6月14日 - 、Amazon Prime Video） - ユリ 役[52][53]
- トリッパーズ（2024年8月9日 - 、YouTube 他） - 小夜 役[54]
- おとなになっても（2025年配信予定、Hulu） - 神宮司友香里 役[55]

### インターネットラジオ
- 宇垣美里の夜ナ夜ナ漫画研究部（2021年11月22日 - 2022年3月7日、Spoon） - MC[56][57]

### その他

#### 吹き替え
- 羅小黒戦記 ぼくが選ぶ未来（2020年11月7日） - 花の妖精 役[58]
- SKY-HI    仕合わせfeat.Kan Sano  ミュージックビデオ出演

#### ラジオドラマ
- 青春アドベンチャー（NHK-FM）
  - 『ナカスイ！ -海なし県の水産高校-』（2025年7月21日 - 8月1日、原作：村崎なぎこ）[59] - 神宮寺歩美先生 役[60]

#### ゲーム
- ロンドン迷宮譚（2021年1月27日） - イザベル・プリング 役[61]

### CM
- 「縁起のいい町どこですか」2012年版（宅都ホールディングス）
- 動画配信サービス「Paravi（パラビ）」（2018年、プレミアム・プラットフォーム・ジャパン）[62] - 出身地が放送対象地域に含まれるTBS系列局の毎日放送向けに、配信番組を関西弁で紹介するバージョンも収録。
- ソフトバンク×栄光ゼミナール「中3試験予想ソング『#試験前の宇垣先生』」（2019年6月28日 - ） - ウェブCM[63]
- スマートニュース
- P&Gの柔軟剤「レノアビーズ メンズセレクション」
  - 「ビーズでモテキ」篇（2019年11月1日 - ）[64]
- ミュゼプラチナム
  - 「登場」篇・「展開」篇（2020年5月3日 - ）[65]
- 宝酒造 タカラcanチューハイ「すみか」（2021年9月28日 - ） - イメージキャラクター[66]
- エミナルクリニック 医療「ハイフ」（2021年12月15日 - ） - イメージキャラクター[67]

## 執筆

### コラム連載
- 宇垣美里の人生はロックだ!!（集英社『週刊プレイボーイ』2017年3月6日号 - ）
- 宇垣総裁のマンガ党宣言!（文藝春秋『週刊文春』2019年6月13日号 - ） - 月2回連載
- 宇垣美里の沼落ちシネマ（扶桑社『週刊SPA!』2019年9月17日・24日合併号 -  ） - 月1回連載

### 著書
- 『風をたべる』（2019年4月16日、集英社）ISBN 978-4-08-780865-0[注 4]
- 宇垣美里のコスメ愛 私はメイクも美容もオタクなんです（2020年11月18日、小学館） ISBN 978-4-09-310665-8
- 愛しのショコラ（2021年6月2日、KADOKAWA）
- 今日もマンガを読んでいる（2021年12月14日、文芸春秋社）ISBN 978-4163914831[注 5]
- 『風をたべる2』（2022年10月26日、集英社）ISBN 978-4-08-790095-8[68][69]

## その他
- 週刊ヤングジャンプ 2018年 31号 表紙（2018年7月5日）[70]
- 三田警察署一日署長（2018年9月20日）[71]
- anan 2149号 表紙（2019年4月24日発売）[72]
- 週刊少年マガジン 2021年9月8日号 表紙[73]
- 美人百花 2022年5月号 表紙（2022年4月12日発売）[74]
- プロ野球始球式 2022年5月29日 プロ野球交流戦「東北楽天ゴールデンイーグルス」vs「東京ヤクルトスワローズ」（楽天生命パーク）[75][76]
- プロ野球始球式 2025年6月8日 プロ野球交流戦「東京ヤクルトスワローズ vs 福岡ソフトバンクホークス」（明治神宮野球場）[77]